# 極光水蚤
極光水蚤（学名：Lucicutia polaris）为光水蚤科光水蚤屬下的一个种。